# Халотерапија
Халотерапија (грч- halo – со) једна је од метода алтернативне медицине која се заснива на дозираном боравку сланој средини и инхалацији микрочестица природне камене соли која се користи за лечење многих болести. Некада се примењивала у сланим пећинама а данас све више спроводи у сланим собама.
Иако је ова метода без штетних нуспојава и са бројним благотворним ефектима на психичко и физичко здравље човека и без отсуства интеракције са лековима, она је помоћна терапија која не замењује лекове, али у великој већини случајева скраћује време опоравка. Клинички је тестиран и потврђен од стране стручњака. 
Халотерапија у сланој соби препоручује се особама свих узраста, уз једино ограничење да деца до 12 година морају бити у пратњи родитеља. 
Према некин истраживања један боравак у сланој соби наводно вреди колико и три дана проведена на мору.
У овом тренутку, не постоје налази засновани на доказима за креирање смерница за пацијенте и клиничаре о третманима као што је терапија сољу, што поставља питање - да ли људи треба да користе терапију без тренутних медицинских смерница? Поставља се и питање колико су собе добро одржаване јер би топле просторије могле да обезбеде идеалне услове за раст бактерија.

## Историја
Благотворни учинци соли који су добро познати вековима и она се миленијумима користи у различитим деловима света од стране различитих култура због њених здравствених користи и терапеутског ефекта.
Забележено је да је у 12. веку, постојала пракса посећивања сланих пећина из терапеутских разлога, или спелеотерапије, која је била уобичајена метода у источној Европи.
Интензивнија примена соли у побољшању здравља почела је 1800. године када су рудари соли у Пољској пронашли модернију верзију данашње халотерапије. Наиме пољски рудари и поред тога што су по цео дан радили у рудницима, нису патили од респираторних проблема и били су необично здрави, за разлику од његових колега у другима рудницима метала и неметала, који су често патили од прехладе или кашља. Истраживања су показала да је слани ваздух који рудари удишу помогао да се њихова плућа олободне од инфекција и алергија.  Тако је од  1930-их година прво у руднику соли у Виелизку у Пољској, започето масовно лечење астме, алергија и других обољења горњих и дисајних путева.
Средином 20. века, Немац по имену Карл Херман Спанагел приметио је да се здравље његових пацијената побољшало након масовног скривања у сланим пећинама, током бомбардовања у Другом светском рату.
Временом су источноевропски рудници соли или пећине постали популарне туристичке дестинације. Људи из целог света су долазили да удахну слани ваздух и олакшају проблеме са плућима.
Након ових открића дошло се до идеје да се направи слана соба која би опонаша природни рудниксоли или морске крајеве у којима је ваздух богат сољу и тако ублажава обољења горњих и доњих дисајних путева постане доступније широком кругу пацијенат. Вест о предностима терапије сољу у сланим собама проширила се широм источне  Европе где се данас можете пронаћи многе локације које нуде бројне слане собе, од Пољске преко Немачке до Велике Британије. Чак се и у Сједињеним Америчким Државама популарише халотерапија у корејским купатилима у којима може  да се борави и опушта уз удисање сланог ваздуха у окружењу огромних плоча хималајске морске соли.

## Основне информације
Халотерапија се спроводи у оружњу соли, које се добија посебном опремом која се зове халогенератор. За разлику од сланих пећина у сланој соби током халотерапије постоји могућност контроле неких од битних параметара вештачке микроклиме, што може значајно повећати ефикасност лечења, као и проширити листу медицинских индикација за коришћење халотерапује. И, наравно, коригујући окружење, може се усмерити утицај халотерапије на одређени процес болести, уз индивидуализацију ефекта у односу на патологију одређеног пацијента.
Главни терапеутски фактор је високо дисперговани аеросол соли величине честица од 0,4 – 5 микрона, који је оптималан за продирање у све делове респираторног тракта. Долазећи у контакт са ћелијама респираторни тракт и коже, негативно наелектрисане честице сувог аеросола соли, изазивају иритацију нервних завршетака, делимично продиру у циркулаторни систем, нормализују функцију трепљастог епитела бронха, стимулишу одговор алвеоларних макрофага, појачавајући њихову функционалну активност, што изазива бактерицидно и бактериостатско дејство на микрофлору респираторног тракта, побољшава својства протока бронхијалног садржаја; побољшава функцију дренаже бронха, олакшава елиминацију спутума, обезбеђујући смањење његовог вискозитета, олакшати механизам кашља. Такође хлоридни јон је токсичан за живот микроба и, заједно са дехидрирајућим дејством калијума, смањује  пролиферацију вируса или бактерија у респираторном тракту.
У сланој соби се халотерапија може комбиновати и са другим физиотерапијским методама, као и са фармаколошком терапијом, што чини третман у сланој соби методом избора код лакших и умерених облика бронхијалне астме, хроничног опструктивног бронхитиса, постпнеумонијских стања и разних других респираторних и кожних обољења.
Безначајни нежељени ефекти, заједно са спровођењем овог третмана у пријатном окружењу, благотворно утичу на психоемоционално стање одраслих пацијената и деце.

## Принципи халотерапије
Током халотерапије микроклима у пећинама је природна а у сланој соби вештачка јер се ствара уз помоћ блокова соли на зидовима и плафону слане собе и савремених, високоефикасних халогатора који производи аеросол натријум хлорида.
За успешну примену халотерапије у сланој соби важно је задовољиди следећи принципи:
- да концентрацију аеросола соли врши лекар специјалиста.
- да део респираторне фракције аеросола (0,5-5 микрона) прелази 95%.
- да се циљна концентрација аеросола одржава аутоматски током целе сесије.
- да је слана соба функционално и естетски привлачна и да поседује висок степен електричне сигурности.

## Врсте терапија
Халотерапија и медитација која се обично раде у сланим собама, могу бити активне или пасивне, терапија сувом или влажном сољу.
Терапија у активној сланој соби
Ова врста терапије се спроводи у просторији која има машину која се зове халогенератор, у коју се додата со разлаже на ситне честице које круже у ваздуху просторије.
Терапија у пасивној сланој соби
За разлику од претходне ова врста просторије нема машину за разбијање соли. Уместо тога, просторија је испуњена различитим врстама соли, као што је хималајска со. Изгледа као слана пећина, са контролисаном температуром и влажношћу.
Концентрација соли у пасивним сланим собама је нижа него у активним сланим собама. Ове собе се обично користе за опуштање и медитацију, а не за халотерапију.
Сама терапија сољу према њеној влажности може бити.
Терапија сувом сољу
Ова врста је позната као халотерапија спроводи се у активним сланим собама уз помоћ халогенератора. што омогућава малим, сувим честицама соли да се шире у ваздуху и уђу у плућа и кожу.
Терапија влажном сољу
Терапија влажном сољу поред удисања укључује купање у сланој води која садржи минерале, гргорење или пијење слане воде, или пропуштање слане воде кроз носни канал.

## Индикације
Терапијске индикације
- спазмодична астма са било којим клиничким фенотипским током,
- хронични опструктивни бронхитис,
- друге хроничне опструктивне болести плућа,
- рекурентни бронхитис,
- акутни бронхитис (више од 2 недеље),
- силикоза,
- васкуломоторне и алергијске ринопатије,
- хронични фарингитис,
- хронични и акутни тубоотитис,
- атопијски екцем у фази стабилизације,
- псоријаза у фази стабилизације,
- екцем,
- масна себореја,
- пустуларне лезије коже, акне.

Превенција
- честе акутне репираторне вирусне инфекције, грип.
- чести акутни бронхитис, пнеумонија.
- хроничне болести горњих дисајних путева.
- поленска грозница.
- кашаљ повезан са пушењем или утицајем индустријских загађивача.

## Контраиндикације
Боравак у сланој соби треба да избегавцају особе са:
- хипертиреозом,
- високим крвним притиском (хипертензијом),
- туберкулозом
- срчаним проблемима,
- респираторном инсуфицијенцијом,
- поремећајима крви као што су анемија, хемофилија или згрушавање крви,
- заразним болестима
- грозницом,
- отвореним ранама,
- малигним болестима као што је рак,
- клаустрофобијом.

## Нежељена дејства
Халотерапија у сланој соби може имати неке нежељене ефекте, као што су:
- јак надражајни кашаљ,
- појачано лучење слузи јер се носни пролази чисте,
- иритација коже,
- коњуктивитис или црвенило ока.

## Трајање терапије
Халотерапију која у просеку траје десет до петнаест дана, требало би да се понови два до три пута годишње, са паузом од два до три дана. 

## Супротстављени ставови
Наука још није успела да у потпуности схвати халотерапију. Иако је из ове области неколико студија показало обећавајуће резултате, већина истраживања је неубедљива или конфликтна.

### Резултати неких истраживања
- У студија из 2007. године утврђено је да су особе са хроничном опструктивном болешћу плућа (ХОБП) имале мање симптома и побољшан квалитет живота након халотерапије.[7] Ипак, Институти за плућа то не препоручујеу јер нису утврђене медицинске смернице.[6]
- Према прегледу из 2014. године, већина студија о халотерапији за ХОБП је мањкава.[8]
- Према студија из 2013. године халотерапија није побољшала исход тестова плућне функције или квалитет живота код људи са бронхиектазијом која није цистична фиброза (стање које отежава уклањање слузи из плућа).[9]
- Према истраживањима из 2014. године, халотерапија изазива антиинфламаторне и антиалергијске одговоре код људи са бронхијалном астмом или хроничним бронхитисом.[10]

### Могући ризици халотерапије
Халотерапија је вероватно безбедна за већину људи, али не постоје студије о њеној безбедности. Поред тога, халотерапија се обично ради у бањама или велнес клиници без обученог медицинског особља за рад у хитним случајевима ( што треба имати на уму док се одмеравају предности и недостаци халотерапије).
Иако се наводи да лечи астму, халотерапија такође може да сузи или иритира ваздушне струје код људи са астмом. Ово може погоршати кашаљ, изазвати пискање и кратак дах.
Неки људи такође пријављују главобоље током халотерапије.
Халотерапија је комплементарна терапија и требало би да ради са свим лековима које пацијент користи, па је неоходна консултација са лекаром о прекидању узимања лекова.
Присталице халотерапије тврде да је безбедна за децу и труднице. Међутим, мало је истраживања која би подржала ову тврдњу. Према студији из 2008. године, удисање 3% физиолошког раствора је сигуран и ефикасан третман за бебе са бронхиолитисом. Међутим, не постоји стандардизација у клиникама за халотерапију, јер количина соли која се даје може значајно да варира.